# بوهموند دوم انطاکیه
بوهموند دوم (۱۱۰۷/۱۱۰۸ – فوریه ۱۱۳۰) از سال ۱۱۱۱ تا ۱۱۲۸ شاهزاده تارانتو و از سال ۱۱۱۱/۱۱۱۹ تا ۱۱۳۰ شاهزاده انطاکیه بود. وی پسر بوهموند یکم بود که در سال ۱۱۰۸ در معاهده دیوول مجبور به تسلیم شدن در برابر امپراتوری بیزانس شده بود. سه سال بعد، بوهموند، شاهزاده‌نشین تارانتو را تحت سرپرستی مادرش، کنستانس فرانسه، به ارث برد اما شاهزاده‌نشین انطاکیه تا سال ۱۱۱۱ توسط برادرزاده پدرش، تانکرد، اداره می‌شد. پسرعموی تانکرد، راجر سالرنو، کنترل این شاهزاده‌نشین را از ۱۱۱۱ تا ۱۱۱۹ در دست داشت. پس از اینکه راجر در نبرد دشت خون کشته شد، بالدوین دوم پادشاه اورشلیم اداره انطاکیه را بر عهده گرفت. با این حال، او حق بوهموند برای دست داشتن حکومت شاهزاده‌نشین پس از رسیدن به سن بلوغ را به رسمیت شناخت.
بوهموند در پاییز ۱۱۲۶ به انطاکیه رسید. او لشکرکشی‌های نظامی موفقی علیه دولت‌های مسلمان همجوار راه انداخت، اما درگیری و منازعات او با ژوسلین یکم، کنت ادسا، به عمادالدین زنگی امکان تصرف موصل و حلب را داد. در همین حال، راجر دوم سیسیل در سال ۱۱۲۸ شاهزاده‌نشین تارانتو را اشغال کرد. بوهموند در حین مبارزه با امیر دانشمند طی یک لشکرکشی نظامی در کیلیکیه کشته شد، و گمشتکین سر بوهموند را برای خلیفه عباسی فرستاد.

## ابتدای زندگی
بوهموند دوم پسر بوهموند یکم شاهزاده تارانتو و انطاکیه و کنستانس فرانسه بود. او احتمالاً در سال ۱۱۰۷ یا ۱۱۰۸ متولد شده است. در سال ۱۱۰۴، بوهموند یکم برای یافتن متحد و کمک نظامی علیه امپراتوری بیزانس به اروپا بازگشت و برادرزاده‌اش تانکرد را در شامات گذاشت تا شاهزاده‌نشین انطاکیه را اداره کند. دو منشور نشان می‌دهد که تانکرد در سال ۱۱۰۸ خود را شاهزاده انطاکیه نامیده است. در سپتامبر همان سال، بوهموند یکم مجبور به امضای معاهده دیوول شد که به امپراتوری بیزانس اجازه الحاق انطاکیه به قلمرو امپراتوری پس از مرگ او را می‌داد.
بوهموند یکم در سال ۱۱۱۱ در آپولیا درگذشت. بوهموند دوم هنوز کودک و خردسال بود، بنابراین مادرش مسئولیت حکومت تارانتو را بر عهده گرفت. امپراتور بیزانس الکسیوس یکم فرستادگانی نزد تانکرد فرستاد تا کنترل انطاکیه را مطالبه کند، اما تانکرد از اطاعت خودداری کرد و به حکومت بر شاهزاده‌نشین ادامه داد. تانکرد در سال ۱۱۱۲ درگذشت و انطاکیه را به برادرزاده‌اش، راجر سالرنو، واگذار کرد.
وضعیت حکومت راجر بر انطاکیه نامشخص است. بر اساس گزارش ویلیام صوری، تانکرد راجر را جانشین خود کرد «با این تفاهم که در صورت درخواست بوهموند یا وارثانش، نباید از بازگرداندن آن خودداری کند»، که نشان می‌دهد راجر صرفاً نایب‌السلطنه بوهموند خردسال بوده است. راجر عنوان شاهزاده را پذیرفت که نشان می‌دهد خود را حاکم انطاکیه به حق خود می‌دانست. فوشیه شارتری که مقارن با راجر می‌زیست، او را متهم کرد که «ارباب خود، پسر بوهموند [یکم] که در آن زمان با مادرش در آپولیا زندگی می‌کرد» را از حق و میراث پدرش محروم کرده است. منشورهای صادر شده در قلمروهای ایتالیایی بوهموند بین ۱۱۱۷ و ۱۱۱۹ تأکید می‌کردند که او پسر شاهزاده انطاکیه است، اما او را شاهزاده نمی‌نامیدند.
پس از اینکه راجر و بیشتر اشراف انطاکیه در نبرد دشت خون در ۲۸ ژوئن ۱۱۱۹ کشته شدند، پادشاه بالدوین دوم اورشلیم به سرعت به شمال شامات آمد تا انطاکیه را از ایلغازی، حاکم ارتقی ماردین، نجات دهد. بر اساس گزارش گوتیه والتر، اشراف باقی‌مانده انطاکیه بالدوین را حاکم انطاکیه اعلام کردند، اما آنها تأکید کردند که «وارث حقیقی» انطاکیه بوهموند است؛ بالدوین نیز قول داد که انطاکیه را به بوهموند واگذار کند، اگر بوهموند به شاهزاده‌نشین بیاید. کسانی که در جلسه حضور داشتند موافقت کردند که بوهموند باید با دختر بالدوین، آلیس، ازدواج کند. آنها همچنین مقرر کردند که بوهموند حق ادعای کمک‌های مالی و امتیازات را که در طول غیبتش به شاهزاده‌نشین داده شده، نخواهد داشت.
بالدوین دوم در سال ۱۱۲۳ در نبرد حران اسیر شد، و اهالی انطاکیه فرستادگانی نزد بوهموند فرستادند و از او خواستند به شاهزاده‌نشین خود بیاید. بوهموند در سن ۱۶ سالگی به سن بلوغ رسید. بر اساس گزارش ویلیام صوری، او با دوک ویلیام دوم آپولیا توافقی کرد که مقرر می‌داشت هر کدام که ابتدا بدون وارث بمیرد، شاهزاده‌نشین خود را به دیگری اعطا کند؛ با این حال، نمی‌توان به اعتبار این گزارش ویلیام صوری اطمینان داشت. الکساندر تلزه چنین ثبت کرده است که قبل از رفتن به شامات، بوهموند قلمروهای ایتالیایی خود را به سریر مقدس سپرد، اما رومالد سالرنو چنین بیان داشته که او الکساندر، کنت کونورسانو، را ناظر آن قلمروی خود کرد. بوهموند در سپتامبر ۱۱۲۶ با ناوگانی متشکل از بیست و چهار کشتی از اوترانتو عازم انطاکیه شد.

## شاهزاده انطاکیه

دولت‌های صلیبی در اوتمر در حدود سال ۱۱۳۵

بوهموند در اکتبر یا نوامبر به بندر سنت سمعان در قلمروی شاهزاده‌نشین انطاکیه رسید. او به انطاکیه رفت تا با بالدوین دوم پادشاه اورشلیم ملاقات کند و او نیز متعاقباً انطاکیه را به او واگذار کرد. بوهموند به‌طور رسمی در حضور بالدوین به عنوان شاهزاده قدرت انطاکیه را دریافت کرد. ماتئوس اورهایه‌تسی بوهموند را به عنوان «شخصیتی قدرتمند و قدرت بزرگ» توصیف کرده است. بدرالدوله، کفرطاب را کمی پس از ورود بوهموند تصرف کرد، اما بوهموند سریعاً قلعه را در اوایل ۱۱۲۷ بازپس گرفت. بر اساس مورخ استیون رانسیمان، حمله بوهموند علیه منقذیان شیزر که توسط اسامه بن منقذ ثبت شده، نیز در این ایام به وقوع پیوسته است.
بوهموند در سال ۱۱۲۷ با ژوسلین یکم ادسا درگیر شد، هرچند براساس منابع دلیل دشمنی و اختلاف میان طرفین مشخص نیست. بر اساس گفتهٔ رانسیمان، ژوسلین بخشی از قلمروهای سابق انطاکیه را از آق سنقر برسقی، حاکم موصل، تصرف کرد. علاوه بر این، بوهموند از واگذاری اعزاز به ژوسلین خودداری کرد، علی‌رغم اینکه راجر سالرنو آن را به عنوان مهریه همسر دوم خود، ماریا سالرنو، به ژوسلین وعده داده بود. همچنین ژوسلین با استفاده از عدم حضور بوهموند بخاطر شرکت در یک لشکرکشی، با کمک نیروهای مزدور ترک به قلمروی انطاکیه حمله کرده و روستاهای مرزی را غارت کرده بود.
برنارد ولانس، اسقف‌اعظم لاتین انطاکیه، دستور به تحریم کنت‌نشین ادسا داد. بالدوین دوم در اوایل ۱۱۲۸ به سرعت عازم شمال شد تا میان بوهموند و ژوسلین میانجیگری کند. ژوسلین که در آن ایام به شدت بیمار شده بود، موافقت کرد قلمروهای متصرفی را به بوهموند بازگرداند و به او اعلام وفاداری کرد. با این حال، درگیری بین بوهموند و ژوسلین به عمادالدین زنگی، جانشین آق سنقر، امکان تصرف حلب بدون مقاومت در ۲۸ ژوئن ۱۱۲۸ را داد.
در همین حال، پسرعموی بوهموند، ویلیام دوم آپولیا، در ۲۵ ژوئیه ۱۱۲۷ بدون وارث درگذشت. پاپ هونوریوس دوم سعی کرد از تصرف آپولیا توسط کنت راجر دوم سیسیل (هم پسرعموی ویلیام و هم بوهموند) جلوگیری کند، اما راجر از او اطاعت نکرد. در مه ۱۱۲۸، او به قلمروی بوهموند در ایتالیا حمله کرد و تارانتو، اوترانتو و بریندیزی را بدون مقاومت تصرف کرد. او فتح کل شاهزاده‌نشین تا حدود ۱۵ ژوئن تکمیل کرد.
در آن ایام با استفاده از اختلافات بین حشاشین و تاج‌الملوک بوری، اتابک دمشق، بالدوین دوم اورشلیم به قلمروی دمشق حمله کرد و در نوامبر ۱۱۲۹ بانیاس را محاصره کرد. بوهموند و ژوسلین به بالدوین پیوستند، اما بارندگی شدید صلیبیون را واداشت که به محاصره را بردارند. بوهموند تصمیم گرفت آنازاربوس و سایر قلمروهایی که توسط پادشاهی ارمنی کیلیکیه تصرف شده بودند، بازپس گیرد. او در فوریه ۱۱۳۰ حمله خود را به کیلیکیه آغاز و در امتداد رودخانه سیهان به همراه نیروهایش حرکت درآمد. لوون یکم شاهزاده ارمنستان از امیر دانشمند غازی کمک خواست که حمله‌ای غافلگیرانه به ارتش بوهموند کند. در جریان این حمله غافلگیرانه بوهموند و سربازانش در نبرد کشته شدند. بر اساس گزارش میکائیل سریانی، ترک‌ها بوهموند را درجا کشتند زیرا او را نشناخته بودند؛ چراکه اگر او را می‌شناختند، او را به اسارت می‌گرفتند تا از انطاکیه تقاضای فدیه کنند. با این حال گمشتکین سر بوهموند را مومیایی کرد و برای المسترشد، خلیفه عباسی، فرستاد.

## خانواده
همسر بوهموند، آلیس، دختر دوم بالدوین دوم اورشلیم و مورفیا ملیتنه بود. تنها فرزند آنها، کنستانس، در هنگام مرگ بوهموند در ۱۱۳۰ دو ساله داشت. آلیس سعی کرد نیابت کنستانس را برای خود تضمین کند، اما اشراف انطاکیه پدرش، بالدوین دوم اورشلیم، را ترجیح دادند. پس از مرگ بوهموند، راجر دوم سیسیل ادعای حق بر انطاکیه را کرد، اما هرگز نتوانست آن را در برابر کنستانس به دست آورد.